# Cierva C.19
Le Cierva C.19 était un autogire utilitaire biplace léger britannique, conçu par l'ingénieur espagnol Juan de la Cierva. Il fut construit par la Cierva Autogiro Company, mais également par Avro, sous la désignation d'Avro Type 620.
Le C.19 se révéla être le plus réussi et le plus produit des premiers concepts de Juan de la Cierva.

## Conception et développement
Le premier autogire réussi de Juan de la Cierva, le Cierva C.6, utilisait un fuselage d'Avro 504 et mena à une collaboration longue et rapprochée entre de la Cierva et Avro à partir de 1926, de la Cierva s'occupant de la conception des rotors et Avro s'occupant de la conception des cellules, qui généralement semblaient être identiques à la fois sur des aéronefs à voilure fixe et à voilure tournante. Il y eut une longue série d'autogires semblables, mettant en place un développement important du concept de voilure tournante. Toutefois, le C.19 de 1929 était une conception entièrement de la Cierva,, n'ayant aucun lien avec un avion Avro existant, bien qu'il fût construit par Avro à Hamble.
Comme les avions précédents, le C.19 possédait une cellule conventionnelle, un fuselage biplace en tandem soutenant une aile de faible envergure dotée d'ailerons — afin de diminuer les contraintes et soulager le rotor en vol en palier —, et un moteur en étoile dans le nez. Le rotor, non motorisé et tournant librement autour de son axe, possédait quatre pales soutenues par des câbles, ou trois pales de type cantilever (en porte-à-faux, sans câbles de renfort) dans le cas de la version Mk.IV. Il était monté sur quatre barres installées devant le cockpit avant, qui se rejoignaient et formaient une sorte de pyramide. Les C.19 Mk.I à Mk.IV n'avaient pas la tête de rotor basculante et les bielles de contrôle associées dont étaient dotés les autogires suivants, comme le Cierva C.30. Du coup, le contrôle de l'appareil en vol se faisait uniquement grâce aux ailerons, élévateurs et palonniers classiques équipant la partie « avion » de l'autogire. Par conséquent, le contrôle correct de l'avion n'était réellement obtenu que lorsqu'il avait une vitesse air horizontale suffisante pour avoir de l'effet sur ses gouvernes.
Une évolution technique majeure du C.19 venait de la façon de lancer mécaniquement le rotor. Dans les concepts précédents de la Cierva, le rotor devait être mis en rotation à la main ou lancé en tirant sur une corde, sauf s'il y avait suffisamment de place pour effectuer un décollage classique en prenant de la vitesse horizontale sur une piste. Dans le cas du C.19 Mk.I, la mise en rotation était faite de manière aérodynamique. La queue de cette version de l'appareil était une structure biplan avec de larges parties arrière mobiles faisant office de gouvernes de profondeur et de lacet. Pour lancer le rotor, les gouvernes de profondeur étaient placées dans une position presque verticale et le moteur était démarré. Le souffle de l'hélice était dévié vers le haut par les surfaces de la queue de l'appareil, puis traversaient le disque du rotor, le mettant en mouvement. Pour la première fois, un autogire devenait indépendant et ne nécessitait plus de personnel au sol lors de sa mise en route. La proposition de l'autogire à la vente pour les pilotes privés devint alors une idée sérieusement envisageable.
Avec son moteur Armstrong Siddeley Genet II (en) de 80 ch (60 kW), le Mk.I était sous-motorisé, et ce moteur fut remplacé dans le C.19 Mk.II par un Genet Major I (en) plus puissant, développant 105 ch (78 kW). Le C.19 Mk.IIA, apparu en 1930, disposait d'un train d'atterrissage plus grand et d'une tête de rotor améliorée. Les atterrissages étaient souvent effectués avec un angle d'attaque assez élevé, et la dérive du Mk.III fut redessinée avec un bord de fuite à l'angle plus abrupt afin d'éviter les chocs et les dommages lors des atterrissages. Cette version disposait également d'une augmentation de 1,52 m du diamètre du rotor principal.
Sur le C.19 Mk.IV, le rotor était directement mis en mouvement par le moteur via un mécanisme d'embrayage, qui fut repris sur toutes les versions suivantes. Ce système permettait de revenir à un dessin plus conventionnel pour la queue de l'appareil, qui repassait à une configuration monoplan. L'unique dérive était placée assez bas et avait une corde importante, afin d'être maintenue à l'écart du disque de rotation du rotor de sustentation de l'autogire. Le C.19 Mk.IV possédait un rotor cantilever tripale de 10 m de diamètre. La désignation C.19 Mk.IVP fut aussi utilisée, le « P » venant de « Production », celle-ci démarrant en 1931.
L'ultime version fut l'exemplaire unique du C.19 Mk.V, immatriculé G-ABXP. Les contrôles de type « avion » des autogires précédents dépendaient fortement de l'écoulement de l'air le long des surfaces mobiles pour être efficaces, et lors de phases de vol à faible vitesse, en particulier lors des décollages et des atterrissages, les gouvernes perdaient presque toute leur efficacité, causant plusieurs accidents. Le C.19 Mk.V était dépourvu des petites ailes et des surfaces de contrôle de ses prédécesseurs, utilisant plutôt une tête de rotor articulée pour obtenir un contrôle correct dans toutes les phases du vol. Grâce à une longue barre de commande provenant du cockpit arrière, le pilote pouvait diriger l'appareil en inclinant le plan de rotation du rotor. Après une période d'expérimentations et de mises au point, le C.19 Mk.V vola avec une queue de petites dimensions et un rotor à deux pales. Ce système de contrôle fut adopté pour la conception du Cierva C.30.

## Carrière opérationnelle
Quelque 30 exemplaires furent produits en Angleterre, avec des licences acquises par Focke-Wulf, pour une production en Allemagne sous la désignation C.20, et par Lioré et Olivier en France, pour une production sous la désignation C.21, bien qu'aucune production française n'ait finalement lieu.
Initialement, les quinze C.19 Mk.IVP furent inscrits au registre civil britannique. L'un d'eux fut utilisé dans une tentative de vol vers l'Afrique du Sud, mais il ne parvint pas à aller plus loin que Tunis. Plus tard, il vola avec le cirque d'Alan Cobham. Un autre exemplaire arriva dans une école de pilotage d'autogires à London Air Park (en). Plusieurs machines furent enregistrées dans d'autres pays : Australie, Allemagne, Japon, Singapour, Espagne (dont un pour la force aérienne espagnole), et la Suède.
Au début des années 1930, la Royal Air Force utilisa deux C.19 Mk.III pour l'évaluation du concept de l'autogire, portant les numéros de série K1696 et K1948

## Versions
- C.19 Mk.I : Désignation des trois prototypes originaux, propulsés par un moteur en étoile Armstrong Siddeley Genet (en) de 80 ch (60 kW) ;
- C.19 Mk.II : Cette version était propulsée par un Armstrong Siddeley Genet Major (en) de 105 ch (78 kW), qui fut ensuite utilisé sur toutes les versions suivantes. Le Mk.II fut produit à trois exemplaires ;
  - C.19 Mk.IIA : C.19 Mk.II doté d'une tête de rotor améliorée, un exemplaire produit ;
- C.19 Mk.III : Version produite à six exemplaires ;
- C.19 Mk.IV : Désignation de la version de production définitive, servant ensuite de base pour les différentes productions sous licence. Elle fut produite à 15 exemplaires ;
- C.19 Mk.V : Appareil expérimental pour le développement d'une tête de rotor articulée. Un seul exemplaire fut produit ;
- C.20 : Version produite sous licence par Focke-Wulf, propulsée par un moteur Siemens-Halske Sh 14 (en) ;
- C.21 : Version sous licence de Lioré et Olivier, qui ne fut cependant jamais produite.

## Utilisateurs
- Royaume-Uni
- Allemagne
- Australie
- Espagne[5]
- Empire du Japon
- France
- Singapour
- Suède

## Exemplaire préservé
Un Avro C.19 Mk.IVP, immatriculé EC-AIM, est exposé au Museo del Aire, à Madrid, en Espagne.

## Caractéristiques (C.19 Mk.II)

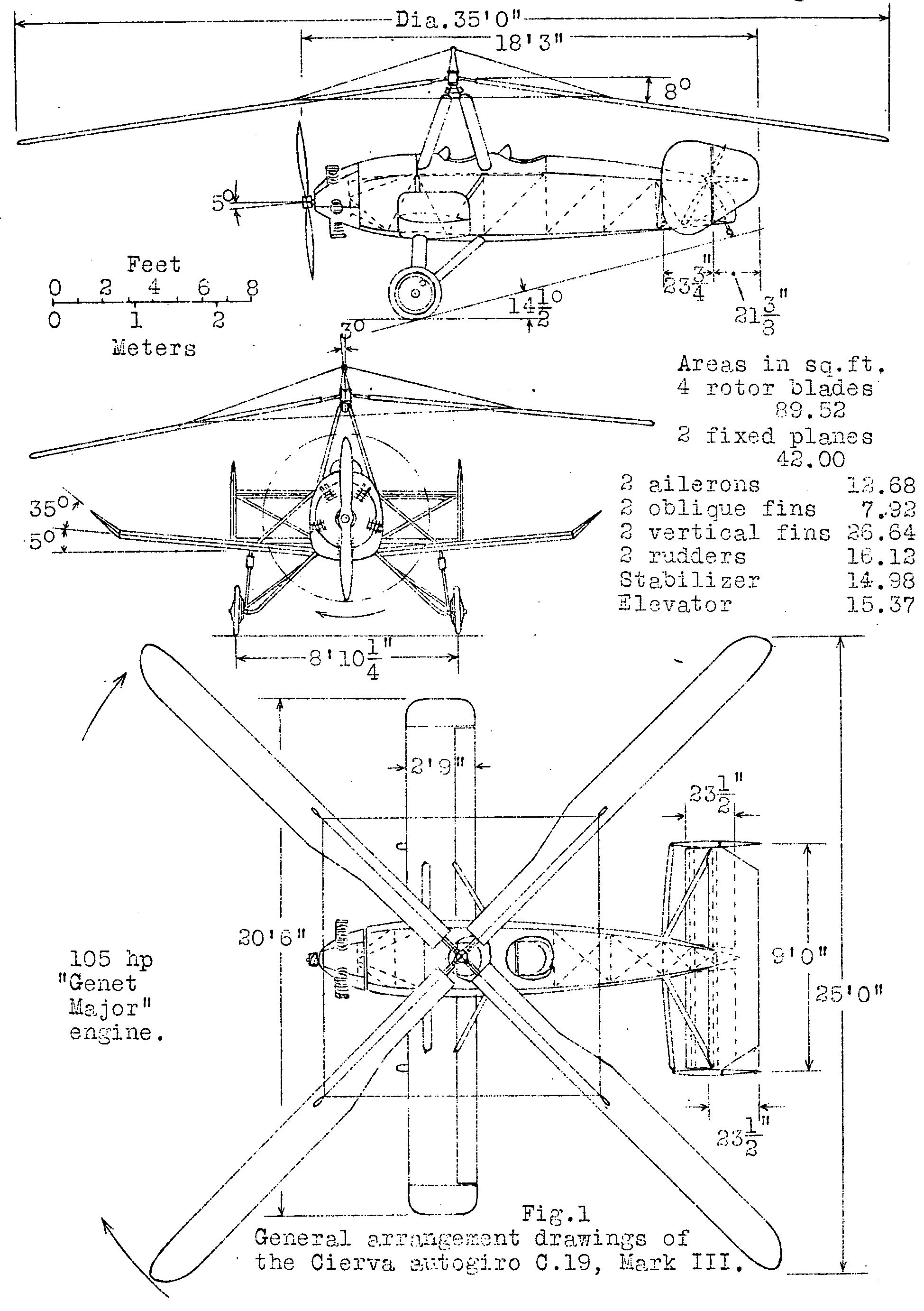
Cierva C.19 Mk.III.

Caractéristiques générales
- Équipage : 1 pilote
- Capacité : 1 passager
- Longueur : 5,49 m
- Envergure : Diamètre rotor : 9,15 m
- Surface alaire : Disque rotor : 65,75 m2
- Masse à vide : 386 kg
- Masse typique : 635 kg
- Moteur : 1   moteur à 5 cylindres en étoile refroidis par air Armstrong Siddeley Genet Major I (en) de 105 ch (78 kW)

 Performances 
- Vitesse maximale : 153 km/h
- Distance franchissable : 483 km
- Vitesse ascensionnelle : 150 m/min
- Rapport poids-puissance : 3,68 kg/ch